# Miguel Bover
Miguel Bover Pons (* Palma de Maiorca, 14 de fevereiro de 1928 -  † Palma de Maiorca, 25 de janeiro de 1966) foi um ciclista espanhol, profissional entre 1948 e 1962 cujo maior sucesso profissional foi a vitória de etapa obtida no Tour de France de 1956. É filho do também ciclista Miguel Bover Salom.

## Palmarés
| - 1949 - Troféu Masferrer - 1954 - Vencedor de uma etapa na Volta à Catalunha - Vencedor de uma etapa na Volta a Mallorca - 1956 - 1 etapa no Tour de France - Volta à Andaluzia, mais 3 etapas - G.P. Pascuas - Troféu Jaumendreu - Vencedor de 2 etapas na Bicicleta Basca - Vencedor de uma etapa na Volta às Astúrias - Vencedor de uma etapa na Volta a Mallorca - 1957 - 1 etapa na Volta à Andaluzia - G.P. Martorell | - 1958 - 1 etapa no Giro di Sardegna - 1 etapa na Volta a Levante - 1953 - Campeão da Espanha de perseguição - 1954 - Campeão da Espanha de perseguição - 1955 - Campeão da Espanha de perseguição - 1962 - 1.º nos Seis dias de Madri, com Miguel Poblet |